# Астрономія в Канаді
Астрономія в Канаді

## Історія
Першими європейськими астрономічними спостереженнями на території сучасної Канади були спостереження небесних явищ арктичними дослідниками з 1612 року та спостереження комет і затемнень французькими місіонерами з 1618 року. Зокрема, єзуїтські місіонери описали затемнення 27 жовтня 1632 року.
У 1750–1751 роках маркіз де Шабер створив у Луїсбурзі одну з перших астрономічних обсерваторій у Північній Америці, в якій він проводив астрономічні спостереження та складав карти. Імовірно, невеличку обсерваторію звів у 1765 році Джозеф ДесБаррес у Новій Шотландії, також без слідів до сьогодні.
У XIX столітті з'являються нові ініціативи: у 1850 році у Квебеку будується обсерваторія для морської навігації, але як вона, так і наступна (1874) — не збереглися. Університет Нью-Брансвіка відкрив обсерваторію в 1851 році — її пізніше визнали першою в Канаді. Подібні споруди з'являлися також у Кінгстоні (1856), Монреалі (1862) та інших містах.
У 1885 році федеральна влада включається в астрономічну діяльність через потребу у визначенні точних координат під час будівництва трансконтинентальної залізниці — зокрема в гірських районах, де застосовували астрономічні методи.
До винаходу морського хронометра Джоном Гаррісоном (1761), визначення довготи на морі було складним завданням. У Новій Франції єзуїти спостерігали затемнення та робили обчислення, але обмеженість тодішньої теорії не дозволяла отримати точні координати.
Згодом наукову увагу перенесли на дослідження сонця — особливо під час повних сонячних затемнень. Наприклад, експедиція 1860 року до Манітоби потерпіла через хмарність. У XX столітті затемнення вивчались вже не лише з землі, а й з літаків і ракет.
Найвідомішою канадською астрономічною експедицією стала поїздка Кларенса Чанта до Австралії у 1922 році, під час якої зафіксували зміщення зірок поблизу затемненого сонця — це підтвердило теорію відносності.
Окрему сторінку в історії займають спостереження проходження Венери по диску Сонця — рідкісного явища, яке дозволяло обчислити масштаби Сонячної системи. Заради цього у 1769 році в Канаду прибули британські астрономи Вільям Вейлс і Джозеф Даймонд. Після суворої зими їм вдалося провести успішні вимірювання. Наступні спостереження у 1882 році вже відбувались з більш облаштованих пунктів у Онтаріо, але погода знову завадила частині досліджень.